# SC-3000

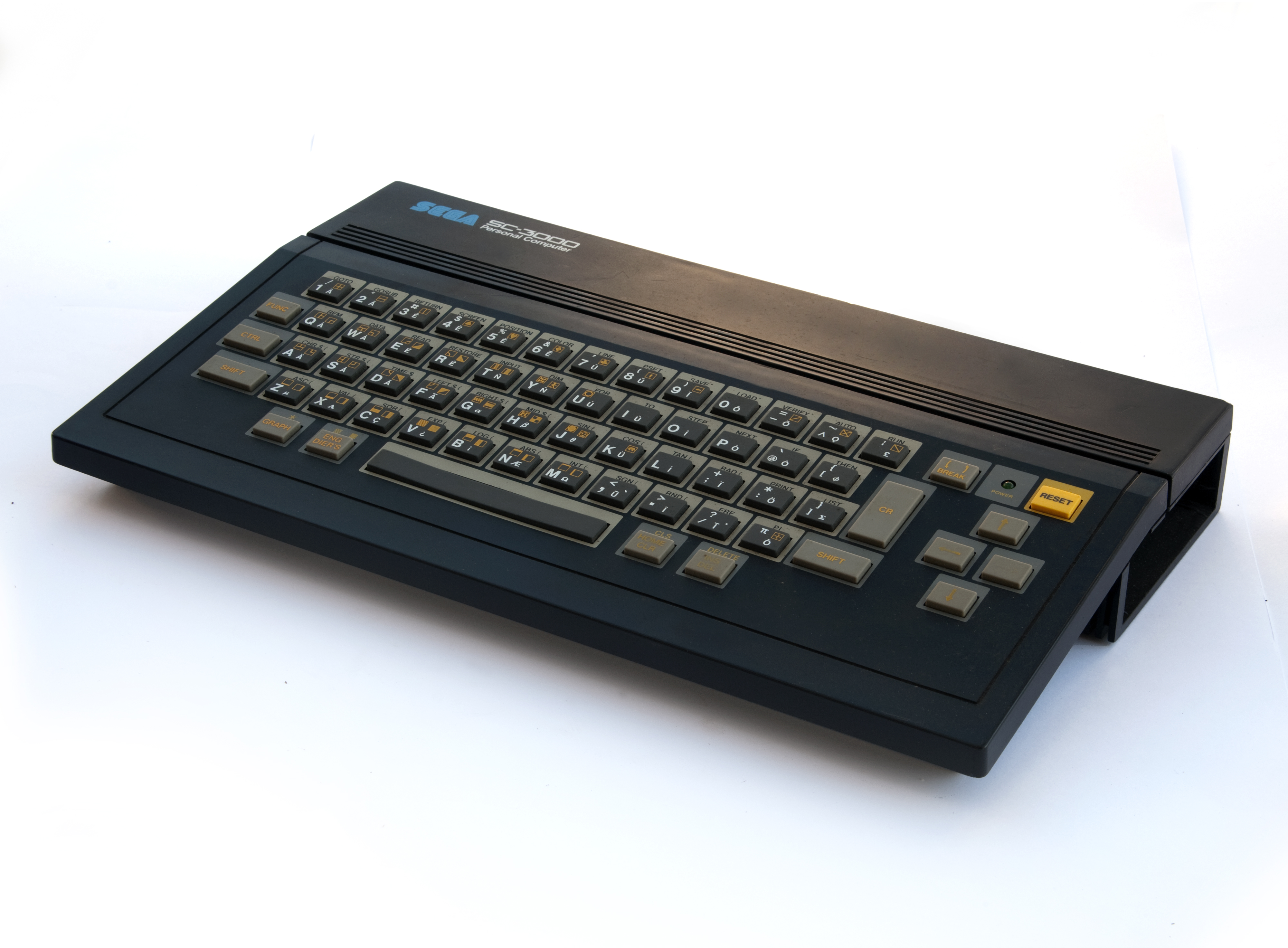
SC-3000 senza periferiche

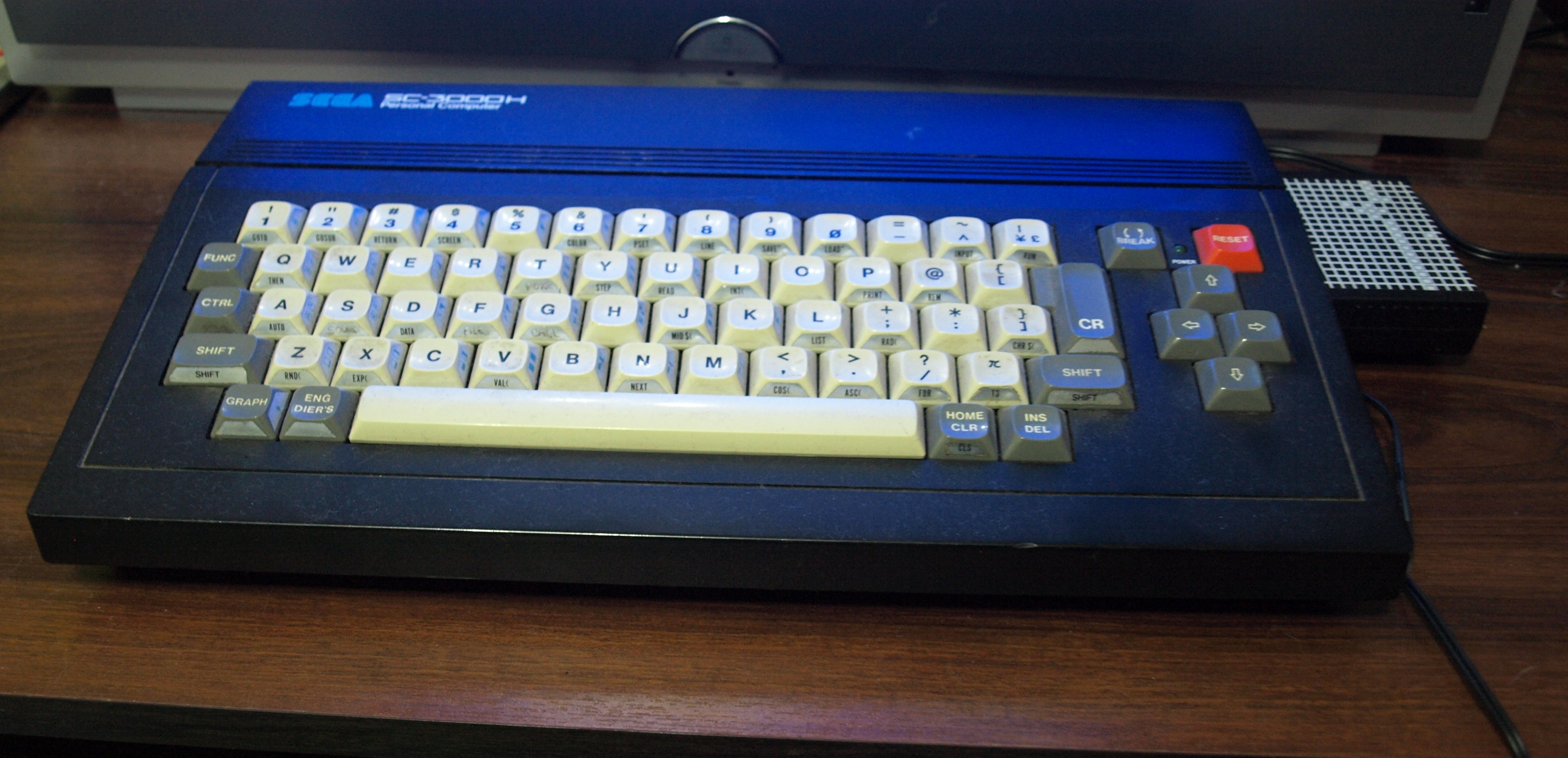
SC-3000H con una cartuccia inserita

SC-3000 è un home computer a 8 bit prodotto nel 1983 dalla Sega.
È basato sullo stesso hardware della contemporanea console Sega SG-1000 ed è compatibile con le sue stesse cartucce di videogiochi, inoltre vennero prodotte cartucce specifiche per il computer, tra cui due tipi di BASIC a due livelli.
Si presentava come computer a buon mercato, da intrattenimento o da principianti, potenziale concorrente di Commodore 64 o ZX Spectrum.

## Storia e caratteristiche
Non era un computer innovativo, ma era ben realizzato e fu lanciato con una buona disponibilità di software, soprattutto su cartuccia, e di espansioni. D'altra parte le espansioni erano necessarie se si intendeva farne un utilizzo non soltanto ludico, dato che non è presente un BASIC integrato, e anche disponendo di BASIC su cartuccia restano solo 515 byte di RAM per l'utente, a meno di aggiungere estensioni.
Il BASIC della Sega è molto simile al Microsoft BASIC esteso; molti comandi BASIC sono inseribili tramite scorciatoie da tastiera, tuttavia serviva la documentazione cartacea per conoscere i tasti corrispondenti.
L'SC-3000 utilizza il microprocessore Zilog Z80A a 3,58 MHz (3,579545 MHz per la versione giapponese NTSC) ed è dotato di tastiera integrata a 64 tasti in gomma.
La RAM di base è di soli 2 kB (che può essere disabilitata in favore della RAM presente sulla cartuccia), oltre a 16 kB di VRAM. L'uscita video, verso monitor o TV, è in modalità testo a 40x24 caratteri (2 colori scelti da una palette di 16 colori) o grafica a 256x192 pixel e 16 colori, ciascuno regolabile a 15 livelli d'intensità, realizzando in tutto 210 possibili tonalità.
Supporta inoltre 32 diversi sprite su piani prospettici differenti (massimo 4 sprite su una linea). Particolarmente notevole era una cartuccia con un software per lo sviluppo di animazioni.
Il chip audio è il Texas Instruments SN76489 (usato anche su Colecovision) che fornisce 4 canali audio (3 onde quadre e 1 di rumore) ed era disponibile una cartuccia per la composizione musicale, sebbene ben lontana dalle capacità di un sintetizzatore.
Tra le varie periferiche erano disponibili un registratore (SR-1000) a cassette e una stampante-plotter a quattro colori (SP-400).
Per i giochi, oltre ai tasti freccia (qui disposti a croce) erano disponibili due modelli di joystick, collegabili attraverso due porte Atari.
Qualche mese dopo uscì la versione SC-3000H, che differisce per una migliore tastiera, di tipo meccanico.
In alcuni paesi europei è stato commercializzato come Yeno SC-3000 o Yeno SC-3000H, restando per il resto indentico.
In Italia l'SC-3000 venne distribuito da Melchioni.